# Hans Erik Ødegaard
Hans Erik Ødegaard (1974. január 20., Drammen, Norvégia) norvég labdarúgó, posztja a középpályás volt. 2015-től a Real Madrid ifjúsági csapatának edzője. Fia Martin Ødegaard, norvég válogatott labdarúgó.

## Karrier

### Játékosként
A Strømsgodset csapatában 1993-ban kezdte el a karrierjét, ahol 2003-ig 241 mérkőzésen játszott, és 51 gólt szerzett, ebben benne vannak a bajnoki és kupamérkőzések is.
2015. február 22-i állapot szerint.
| Norvégia         | Norvégia         | Bajnokság        | Bajnokság | Bajnokság | Kupa  | Kupa  | Összes | Összes |
| Klub             | Idény            | Bajnokságok      | Mérk.     | Gólok     | Mérk. | Gólok | Mérk.  | Gólok  |
| ---------------- | ---------------- | ---------------- | --------- | --------- | ----- | ----- | ------ | ------ |
| Strømsgodset     | 1994             | Tippeligaen      | 7         | 1         | —     | —     | 7      | 1      |
| Strømsgodset     | 1995             | 1. Divisjon      | 16        | 5         | —     | —     | 16     | 5      |
| Strømsgodset     | 1996             | Tippeligaen      | 24        | 6         | —     | —     | 24     | 6      |
| Strømsgodset     | 1997             | Tippeligaen      | 20        | 3         | —     | —     | 20     | 3      |
| Strømsgodset     | 1998             | Tippeligaen      | 16        | 1         | —     | —     | 16     | 1      |
| Strømsgodset     | 1999             | Tippeligaen      | 25        | 2         | —     | —     | 25     | 2      |
| Strømsgodset     | 2000             | 1. Divisjon      | 26        | 9         | —     | —     | 26     | 9      |
| Strømsgodset     | 2001             | Tippeligaen      | 24        | 5         | 3     | 0     | 27     | 5      |
| Strømsgodset     | 2002             | 1. Divisjon      | 27        | 9         | 3     | 1     | 30     | 10     |
| Strømsgodset     | 2003             | 1. Divisjon      | 4         | 0         | 1     | 1     | 5      | 1      |
| Strømsgodset     | Összes           | Összes           | 189       | 41        | 7     | 2     | 196    | 43     |
| Sandefjord       | 2004             | 1. Divisjon      | 28        | 9         | 5     | 6     | 33     | 15     |
| Sandefjord       | 2005             | 1. Divisjon      | 25        | 6         | 0     | 0     | 25     | 6      |
| Sandefjord       | 2006             | Tippeligaen      | 5         | 0         | 1     | 0     | 6      | 0      |
| Sandefjord       | Összes           | Összes           | 58        | 15        | 6     | 6     | 64     | 21     |
| Karrier összesen | Karrier összesen | Karrier összesen | 247       | 56        | 13    | 8     | 260    | 64     |

### Edzőként
2021. december 12. szerint.
| Csapat     | Nemzet   | –tól               | –ig         | Mérkőzések | Mérkőzések | Mérkőzések | Mérkőzések | Mérkőzések |
| Csapat     | Nemzet   | –tól               | –ig         | M          | Gy         | V          | D          | Gy %       |
| ---------- | -------- | ------------------ | ----------- | ---------- | ---------- | ---------- | ---------- | ---------- |
| Sandefjord | Norvégia | 2020. december 30. | jelenleg is | 32         | 11         | 6          | 15         | 34,4       |
| Összesen   | Összesen | Összesen           | Összesen    | 32         | 11         | 6          | 15         | 34,4       |